# 普瓦西 (上萨瓦省)
普瓦西（法語：Poisy，法語發音：[pwazi]）是法国上萨瓦省的一个市镇，位于该省西南部，省会阿讷西市区以西，属于阿讷西区。普瓦西是阿讷西城市公共社区的组成部分，境内以居住区为主。

## 地理
普瓦西（45°55'20"N, 6°3'47"E）面积11.33 平方千米，位于法国奥弗涅-罗讷-阿尔卑斯大区上萨瓦省，该省份为法国东部省份，历史上为薩伏依的一部分，北与瑞士接壤，西接安省，南至萨瓦省，东与瑞士和意大利接壤。
与普瓦西接壤的市镇（或旧市镇、城区）包括：沙瓦诺、埃帕尼-梅泰西、洛瓦尼、农格拉尔、锡兰日、阿讷西。
普瓦西的时区为UTC+01:00、UTC+02:00（夏令时）。

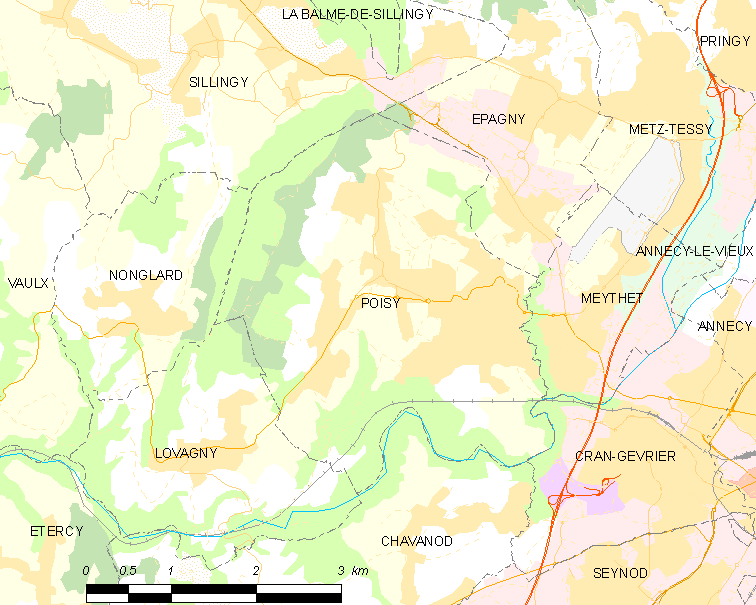
普瓦西的OSM定位图

## 行政
普瓦西的邮政编码为74330，INSEE市镇编码为74213。

## 政治
普瓦西所属的省级选区为阿讷西第一县。

## 人口

1962-2008年间普瓦西人口变化图示

普瓦西于2022年1月1日时的人口数量为9032人。